# Silent Hill: Play Novel
Silent Hill: Play Novel (яп. プレイノベル サイレントヒル), також відома за робочою назвою Silent Hill AGB — японська відеогра в жанрі візуального роману, що вийшла ексклюзивно для портативної гральної консолі Game Boy Advance в березні 2001 року. Гра належить до серії відеоігор Silent Hill і частково є адаптацією її основоположника. Офіційно видавалася лише на території Японії.

## Сюжет
Сюжет гри багато в чому повторює події оригінального Silent Hill. Головним героєм є Гаррі Мейсон (англ. Harry Mason), котрий шукає у місті Сайлент-Хілл свою зниклу прийомну доньку Шеріл (англ. Cheryl). Після першого проходження гри стає доступним сценарій за Сибіл Беннет (англ. Cybil Bennett), а після його завершення — сценарій «Boy» (рос. Хлопчик), котрий складався з чотирьох частин: «Весна», «Літо», «Осінь» і «Зима». Сценарій «Boy» потрібно було додатково завантажувати. Він зачіпає події, про які не згадується в оригінальній грі. У ньому йдеться про семирічного хлопчика Енді, що живе по сусідству з Гаррі та Шеріл Мейсонами і, проникнувши до їх автівки, випадково потрапляє до міста Сайлент-Хілл.

## Ігровий процес

Скриншот зі сценарію Гаррі Мейсона. За сюжетом у кафе Гаррі, після того як отримає від Сибіл пістолет, чує дивні звуки. Гравець може обрати подальший хід подій: шукати джерело звуку в кафе (варіант A) чи на вулиці (варіант B).

В Silent Hill: Play Novel наявні три ігрові персонажі: Гаррі Мейсон, Сибіл Беннет та хлопчик Енді, що з'являється лише в цій частині серії. Спочатку грати можна лише за Гаррі, після проходження його сценарію ставала доступною гра за Сибіл. Щоб пограти за Енді, потрібно було завантажити сценарій «Boy» з серверу Konami через спеціальний пристрій Mobile Adapter GB, що з'єднував Game Boy Advance з деякими моделями мобільних телефонів та дозволяв виходити через них в Інтернет. На даний час сервер більше недоступний, і отримати сценарій неможливо.
Гра являє собою візуальний роман у стилі книг Choose Your Own Adventure — у певні моменти гравцю потрібно обирати з двох чи трьох варіантів, що ігровий персонаж має робити далі. Залежно від вибору сюжет гри змінюється, і таким чином можна отримати одну з кількох кінцівок гри: в сценарії Гаррі Мейсона їх вісім, в сценарії Сибіл Беннет — шість. Також гравцю іноді потрібно вирішувати головоломки, щоб просуватися далі сюжетом. В кінці кожного сценарію гравець отримує певну кількість цифрових колекційних карток (англ. Digital Trading Cards). Картки залежать від отриманої кінцівки та відвіданих під час гри локацій. Усього карток 32, половину з них можна отримати в сценарії Гаррі, 12 — в сценарії Сибіл і 4 — в сценарії Енді. Персонаж не може померти під час гри.

## Розробка та вихід
Вперше про розробку проекту Silent Hill: Play Novel, на той час відомого як Silent Hill AGB, було оголошено 28 липня 2000 року на сайті японського журналу Famitsu, де також було повідомлено, що гру разом з іншими проектами Konami для консолі Game Boy Advance буде продемонстровано в серпні 2000 року на виставці Nintendo Spaceworld Expo в Токіо. На Spaceworld грі було відведено 60 демонстраційних стендів зі 140 системами Game Boy Advance. На цьому заході було підтверджено, що у грі буде присутній Full Motion Video-опенінг, аналогічний вступному відеоролику з Silent Hill, тільки в меншій роздільності та з частотою 15 кадрів на секунду.
Створенням гри займалася японська студія Will, її розробку, як і у випадку з іншими іграми серії, продюсувала KCET. Незначною мірою у проекті був задіяний також продюсер гри Silent Hill 2 Акіхіро Імамура. Акіра Ямаока, що написав музику для оригіналу, а згодом і для більшості відеоігор франшизи, у написанні саундтрека участі не брав. В даному випадку за звуковий супровід відповідала розташована в Токіо студія Noisycroak, що й раніше часто займалася відеоігровими саундтреками, а також окремий підрозділ стуії Will.
Silent Hill: Play Novel стала однією з перших ігор для Game Boy Advance. Її реліз відбувся одночасно з виходом консолі в Японії — 21 березня 2001 року, ціна складала 5800 єн. Гра не видавалася за межами Японії та офіційно не перекладалася іншими мовами. Планувалося, що для гри буде розроблятися додатковий контент, але ця ідея не була реалізована.

## Оцінки та відгуки
| Видання | Оцінка |
| ------- | ------ |
| Famitsu | 26/40  |

Гра не викликала особливого захвату в критиків, їй докоряли через відсутність повноцінного саундтрека та хоррор-фактора. Рецензент порталу Nintendo Life назвав гру захопливою, проте відзначив і деякі вади, зокрема те, що рішення гравця лише незначним чином впливають на хід подій. В рецензії журналу «Великий Dракон» Олександр Букаров написав, що Play Novel — «гра сюрпризів і парадоксів», а також виказав сумніви, що її є сенс купувати тим, хто не вивчає японську мову. Оглядач похвалив візуальний та аудіоряд. Сергій Цилюрик з журналу «Страна игр» описав Silent Hill: Play Novel як «текстовий переказ першої частини з кількома головоломками та доданим сценарієм про якогось нікому не потрібного хлопчика».